# خدمة الطقس الوطنية
خدمة الطقس الوطنية هي وكالة تابعة للحكومة الفيدرالية للولايات المتحدة مكلفة بتقديم تنبؤات الطقس، والتحذيرات من الطقس الخطير، وغيرها من المنتجات المتعلقة بالطقس للمؤسسات والجمهور لأغراض الحماية والسلامة والعامة. معلومة: وهي جزء من فرع الإدارة الوطنية للمحيطات والغلاف الجوي التابع لوزارة التجارة، ويقع مقرها الرئيسي في سيلفر سبرينج، بولاية ماريلاند، داخل منطقة العاصمة واشنطن. عُرفت الوكالة باسم مكتب الطقس بالولايات المتحدة من عام 1890 حتى اعتمدت اسمها الحالي في عام 1970.
تؤدي خدمة الطقس الوطنية مهمتها الأساسية من خلال مجموعة من المراكز الوطنية والإقليمية، و 122 مكتبًا محليًا للتنبؤ بالطقس. نظرًا لأن خدمة الطقس الوطنية هي وكالة تابعة للحكومة الفيدرالية الأمريكية، فإن معظم منتجاتها في المجال العام ومتاحة مجانًا.

## تاريخ
في عام 1870، تم إنشاء مكتب الطقس في الولايات المتحدة من خلال قرار مشترك للكونغرس وقعه الرئيس يوليسيس جرانت. مع مهمة «توفير أخذ ملاحظات الأرصاد الجوية في المحطات العسكرية في داخل القارة وفي نقاط أخرى في الولايات والأقاليم... ولإعطاء إشعار في البحيرات الشمالية (الكبرى) وعلى ساحل البحر عن طريق التلغراف المغناطيسي والإشارات البحرية لاقتراب العواصف وقوتها». تم وضع الوكالة تحت إشراف وزير الحرب حيث شعر الكونجرس أن «الانضباط العسكري ربما يضمن أكبر قدر من السرعة والانتظام والدقة في الملاحظات المطلوبة». داخل وزارة الحرب، تم تكليفه بخدمة إشارة الجيش الأمريكي تحت قيادة العميد ألبرت جيه ماير. أعطى الجنرال ماير خدمة الطقس الوطنية اسمها الأول: قسم البرقيات والتقارير لصالح التجارة.
تم تعيين كليفلاند آبي - الذي بدأ في تطوير تنبؤات احتمالية باستخدام بيانات الطقس اليومية التي أرسلتها غرفة التجارة في سينسيناتي وويسترن يونيون، والتي أقنعها لدعم جمع هذه المعلومات في عام 1869 - كأول كبير خبراء أرصاد جوية في المكتب. في دوره السابق كمساعد مدني لرئيس خدمة الإشارة، حث آبي وزارة الحرب على البحث في الظروف الجوية لتوفير أساس علمي وراء التوقعات؛ سيواصل الحث على دراسة الأرصاد الجوية كعلم بعد أن أصبح رئيسًا لمكتب الطقس. أثناء استمرار النقاش بين خدمة الإشارة والكونغرس حول ما إذا كان ينبغي التعامل مع التنبؤ بأحوال الطقس من قبل الوكالات المدنية أو مكتب التنبؤ الحالي التابع لخدمة الإشارة، تم تشكيل لجنة في الكونغرس للإشراف على الأمر، والتوصية بنقل عمليات المكتب إلى وزارة الحرب بعد تحقيق دام عامين.
أصبحت الوكالة لأول مرة مؤسسة مدنية في عام 1890، عندما أصبحت جزءًا من وزارة الزراعة. وتحت إشراف هذا الفرع، بدأ المكتب في إصدار الإنذارات بالفيضانات والتنبؤات بالحرائق، وأصدر أول خرائط وطنية يومية للطقس السطحي؛ كما أنشأت شبكة لتوزيع الإنذارات الخاصة بالأعاصير المدارية بالإضافة إلى خدمة تبادل البيانات التي تنقل تحليلات الطقس الأوروبية إلى المكتب والعكس بالعكس. تم إطلاق أول مسبار لاسلكي لمكتب الطقس في ماساتشوستس في عام 1937، مما دفع بالانتقال من المراقبة الروتينية للطائرات إلى مسابير الراديو في غضون عامين. حظر المكتب استخدام كلمة «إعصار» في أي من منتجات الطقس بدافع القلق من إثارة الذعر (وهي خطوة تتناقض في نواياه بسبب ارتفاع عدد القتلى في حالات تفشي الإعصار السابقة بسبب عدم وجود تحذير مسبق) حتى عام 1938، عندما بدأت في نشر تحذيرات الإعصار حصريًا لموظفي إدارة الطوارئ.
تم نقل المكتب لاحقًا إلى وزارة التجارة في عام 1940. في 12 يوليو 1950، رفع رئيس المكتب فرانسيس دبليو ريتشيلديرفر رسميًا الحظر الذي فرضته الوكالة على تنبيهات الإعصار العامة في رسالة دورية، مشيرًا إلى جميع المحطات من الدرجة الأولى أن «موظفي مكتب الطقس يجب أن يتجنبوا التصريحات التي يمكن تفسيرها على أنها نفي للمكتب. الاستعداد أو القدرة على إجراء تنبؤات بالإعصار»، وأن هناك«احتمالية جيدة للتحقق» عند إصدار مثل هذه التوقعات بسبب صعوبة التنبؤ الدقيق بنشاط الأعاصير. ومع ذلك، لم يكن الأمر كذلك حتى تواجه انتقادات لاستمرارها في رفض تقديم تحذيرات إعصار علنية ومنع إصدار توقعات الإعصار التابع لمركز التحذير من الطقس القاسي التابع للقوات الجوية الأمريكية (الذي ابتكره النقيب في سلاح الجو روبرت سي ميلر والرائد إرنست فوبوش في عام 1948) بخلاف الأفراد العسكريين، أصدر المكتب أول توقعاته التجريبية العامة للإعصار في مارس 1952. في عام 1957، بدأ المكتب في استخدام الرادارات للتنبؤ على المدى القصير بالعواصف المحلية والأحداث الهيدرولوجية، باستخدام نسخ معدلة من تلك التي تستخدمها طائرات البحرية لإنشاء رادار مراقبة الطقس-57، 1957، مع وجود شبكة من أنظمة رادار مراقبة الطقس. منتشرة على الصعيد الوطني حتى أوائل الستينيات؛ تمت ترقية بعض الرادارات إلى طرازات رادار مراقبة الطقس-74 بدءًا من عام 1974.[بحاجة لمصدر]
أصبح مكتب الطقس جزءًا من إدارة خدمات علوم البيئة عندما تم تشكيل تلك الوكالة في أغسطس 1966. أعيدت تسمية إدارة خدمات علوم البيئة إلى الإدارة الوطنية للمحيطات والغلاف الجوي في 1 أكتوبر 1970، مع سن السياسة البيئية الوطنية يمثل. في هذا الوقت، أصبح مكتب الطقس هو خدمة الطقس الوطنية. رادار الجيل التالي، وهو نظام من رادارات دوبلر تم نشره لتحسين وقت الكشف والتحذير من العواصف المحلية الشديدة، حل محل أنظمة رادار مراقبة الطقس -57 ورادار مراقبة الطقس-74 بين عامي 1988 و1997. كتب بوب جلان تاريخًا شاملاً لأول مائة عام من خدمة الأرصاد الجوية الوطنية.

## توقع المنظمات الفرعية
تصدر خدمة الطقس الوطنية، من خلال مجموعة متنوعة من المنظمات الفرعية، تنبؤات مختلفة للمستخدمين، بما في ذلك عامة الناس. على الرغم من أن التنبؤات النصية كانت، عبر التاريخ، وسيلة لنشر المنتجات، إلا أن خدمة الطقس الوطنية كانت تستخدم المزيد من منتجات التنبؤ من تنسيق رقمي أو شبكي أو صورة أو تنسيق حديث آخر. يرسل كل مكتب من 122 مكتبًا للتنبؤات الجوية تنبؤاته الرسومية إلى خادم وطني ليتم تجميعها في قاعدة بيانات التوقعات الرقمية الوطنية. قاعدة بيانات التوقعات الرقمية الوطنية عبارة عن مجموعة من ملاحظات الطقس الشائعة التي تستخدمها المنظمات والجمهور، بما في ذلك كمية هطول الأمطار ودرجة الحرارة والغطاء السحابي من بين معلمات أخرى. بالإضافة إلى عرض بيانات الطقس الشبكية عبر الإنترنت، يمكن للمستخدمين تنزيل واستخدام الشبكات الفردية باستخدام «وحدة فك ترميز» التي يمكنها إخراج البيانات كملفات أشكال ونموذج بيانات الشبكة المشتركة ونظام تحليل وعرض الشبكة وملفات عائمة وملفات متغيرة مفصولة بفواصل. يمكن الوصول إلى نقاط محددة في قاعدة البيانات الرقمية باستخدام خدمة لغة الترميز القابلة للامتداد.

### طقس النار

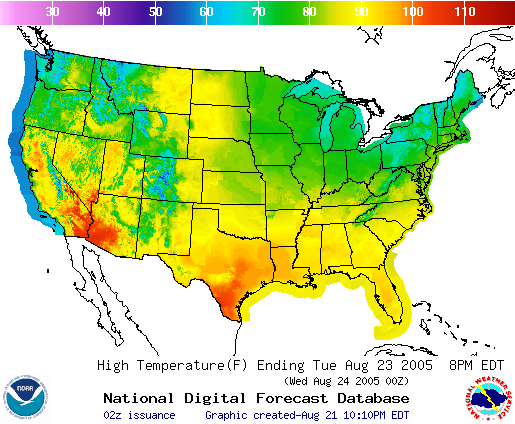
عينة خريطة درجة الحرارة القصوى

تصدر دائرة الأرصاد الجوية الوطنية العديد من المنتجات المتعلقة بحرائق الغابات يوميًا. على سبيل المثال، يتم إصدار توقعات طقس الحرائق، والتي لها فترة توقع تصل إلى سبعة أيام، مع التحديثات حسب الحاجة. تحتوي التنبؤات على معلومات الطقس ذات الصلة بالتحكم في الحرائق وإدارة الدخان لمدة 12 إلى 48 ساعة القادمة، مثل اتجاه الرياح وسرعتها وهطول الأمطار. تستخدم الأطقم المناسبة هذه المعلومات للتخطيط لمستويات الموظفين والمعدات، والقدرة على إجراء الحروق المجدولة الخاضعة للرقابة، وتقييم خطر الحريق اليومي. مرة واحدة في اليوم، يصدر خبراء الأرصاد الجوية في خدمة الطقس الوطنية تنبؤًا مشفرًا لطقس الحريق لمواقع مراقبة محددة لخدمة الغابات بالولايات المتحدة والتي يتم إدخالها بعد ذلك في النظام الوطني لتصنيف مخاطر الحرائق. ينتج هذا النموذج الحاسوبي خطر الحريق اليومي الذي يتم نقله بعد ذلك إلى الجمهور في أحد خمسة تصنيفات: منخفضة، أو متوسطة، أو عالية، أو عالية جدًا، أو شديدة.
تقوم مكاتب التنبؤات الجوية المحلية التابعة لـخدمة الطقس الوطنية أيضًا، بموجب مجموعة محددة من المعايير، بإصدار تحذيرات من حرائق الطقس وتحذيرات العلم الأحمر حسب الحاجة، بالإضافة إلى إصدار تنبؤات طقس الحرائق اليومية لمنطقة الخدمة المحلية. تنبه هذه المنتجات الجمهور والوكالات الأخرى إلى الظروف التي تخلق احتمالات اندلاع حرائق شديدة. على المستوى الوطني، يصدر مركز خدمة الطقس الوطنية للتنبؤ بالعواصف تحليلات لطقس الحرائق لليوم الأول والثاني من فترة التنبؤ التي توفر معلومات داعمة لتوقعات مكاتب التنبؤات الجوية المحلية فيما يتعلق بعناصر حرجة معينة لظروف الطقس الحرائق. وتشمل هذه المناطق واسعة النطاق التي قد تتعرض لظروف مناخية حرجة بما في ذلك حدوث «عواصف رعدية جافة»، والتي تحدث عادةً في غرب الولايات المتحدة، ولا يصاحبها أي مطر بسبب تبخره قبل وصوله إلى السطح.
يطلب مسؤولو الغابات في الولاية والمسؤولون الفيدراليون أحيانًا توقعًا من مكاتب التنبؤات الجوية لموقع محدد يسمى «التنبؤ الفوري»، والتي تُستخدم لتحديد ما إذا كان من الآمن إشعال الحرق المحدد وكيفية تحديد موقع أطقم العمل أثناء مرحلة التحكم. يرسل المسؤولون طلبًا، عادةً في الصباح الباكر، يحتوي على إحداثيات موقع الحرق المقترح، ووقت الاشتعال، وغيرها من المعلومات ذات الصلة. يؤلف مكاتب التنبؤات الجوية تنبؤات طقس حريق قصير المدى للموقع ويرسله مرة أخرى إلى المسؤولين، عادة في غضون ساعة من تلقي الطلب.
تساعد خدمة الطقس الوطنية المسؤولين في مسرح حرائق الغابات الكبيرة أو الكوارث الأخرى، بما في ذلك حوادث المادة الخطرة، من خلال توفير الدعم في الموقع من خلال خبراء الأرصاد الجوية. الأرصاد الجوية للحوادث هم متنبئون لخدمة الطقس الوطنية مدربون خصيصًا للعمل مع فرق إدارة الحوادث أثناء اندلاع حرائق الغابات الشديدة أو الكوارث الأخرى التي تتطلب دعم الطقس في الموقع. تنتقل وحدات التحكم في الأرصاد الجوية بسرعة إلى موقع الحادث ثم تقوم بتجميع مركز طقس متنقل قادر على توفير دعم مستمر للأرصاد الجوية طوال مدة الحادث. تشتمل المجموعة على هاتف خلوي وجهاز كمبيوتر محمول ومعدات اتصالات، تُستخدم لجمع وعرض بيانات الطقس مثل صور الأقمار الصناعية أو ناتج نموذج التنبؤ الرقمي. تستخدم محطات الطقس البعيدة أيضًا لجمع بيانات محددة لنقطة الاهتمام، وغالبًا ما تتلقى دعمًا مباشرًا من منظمة المرأة العالمية المحلية أثناء مثل هذه الأزمات. يمكن نشر ما يقرب من 70 إلى 80 منها على الصعيد الوطني، الأرصاد الجوية للحوادث في أي مكان وقوع كارثة ويجب أن تكون قادرة على العمل لساعات طويلة لأسابيع في كل مرة في المواقع النائية في ظل ظروف قاسية.[بحاجة لمصدر]

### مكاتب التنبؤات الجوية
وتستخدم دائرة الطقس الوطنية الفروع المحلية، المعروفة باسم مكاتب التنبؤات الجوية، لإصدار منتجات خاصة بهذه المناطق. وتحتفظ كل الأرصاد الجوية للحوادث بمجال مسؤولية محدد يمتد على عدة مقاطعات أو أبرشيات أو غيرها من الولايات القضائية داخل الولايات المتحدة القارية ــ والتي تغطي في بعض المناطق دولاً متعددة ــ أو ممتلكات فردية؛ وتتولى المكاتب المحلية مسؤولية إعداد ونشر التنبؤات والإنذارات الجوية في المناطق الواقعة ضمن منطقة خدمتها. وبعض المنتجات التي لا تصدرها إلا الأرصاد الجوية للحوادث هي العواصف الرعدية الشديدة والإنذارات بالإعصار، والفيضانات، والفيضانات السريعة، والرياح والإنذارات الجوية الشتوية، وبعض منتجات الطيران، وشبكات التنبؤ المحلية. والتنبؤات التي يصدرها الأرصاد الجوية للحوادث متاحة في كل صفحة على حدة؛ موقع الويب، والذي يمكن الوصول إليه إما من خلال صفحات الهبوط الخاصة بالتنبؤات (التي تحدد المكتب الذي ينشر بيانات الطقس) أو عبر خريطة التنبيه الموضحة على الصفحة الرئيسية لموقع خدمة الطقس الوطنية.

### طيران
وتدعم الدول الحائزة للأسلحة النووية مجتمع الطيران من خلال إصدار عدة تنبؤات. وتتحمل الأرصاد الجوية للحوادث كل منطقة المسؤولية عن إصدار توقعات المطار الطرفي للمطارات الواقعة ضمن اختصاصها. التنبؤ بالطقس بالمطار تنبؤات موجزة مرمزة على مدار الساعة (تنبؤات لمدة 30 ساعة لمطارات معينة) لمطار محدد، تصدر كل ست ساعات مع إدخال تعديلات عليها حسب الحاجة. وخلافاً للتنبؤ بالطقس العام، لا يتناول صندوق النقد الدولي سوى عناصر الطقس الحاسمة بالنسبة للطيران؛ وهي تشمل الرياح والرؤية والغطاء السحابي وقص الرياح.